# الكوكب الرياضي بدقاش
الكوكب الرياضي بدقاش، هو فريق كرة قدم تونسي تأسس عام 1963 في مدينة دقاش، ولاية توزر، يلعب هذا الفريق في الرابطة التونسية الثالثة لكرة القدم مستوى أول في موسم 2021 - 2022.

## وصلات خارجية
- صفحة الكوكب الرياضي بدقاش على موقع كوووة.
- الموقع الرسمي للجامعة التونسية لكرة القدم.